# Moritzbastei

Die Moritzbastei auf einem kolorierten Kupferstich von 1784

Die Moritzbastei ist der einzige erhaltene Teil der ehemaligen Stadtbefestigung der Stadt Leipzig. Sie liegt am Kurt-Masur-Platz im Südosten der Leipziger Innenstadt. Von 1979 bis 1993 wurde sie von der Universität Leipzig als deren Studentenclub betrieben. Seit 1993 wird sie im Auftrag der Stiftung Moritzbastei Leipzig durch eine GmbH als Kulturzentrum bewirtschaftet.

## Vorgeschichte des Bauwerkes

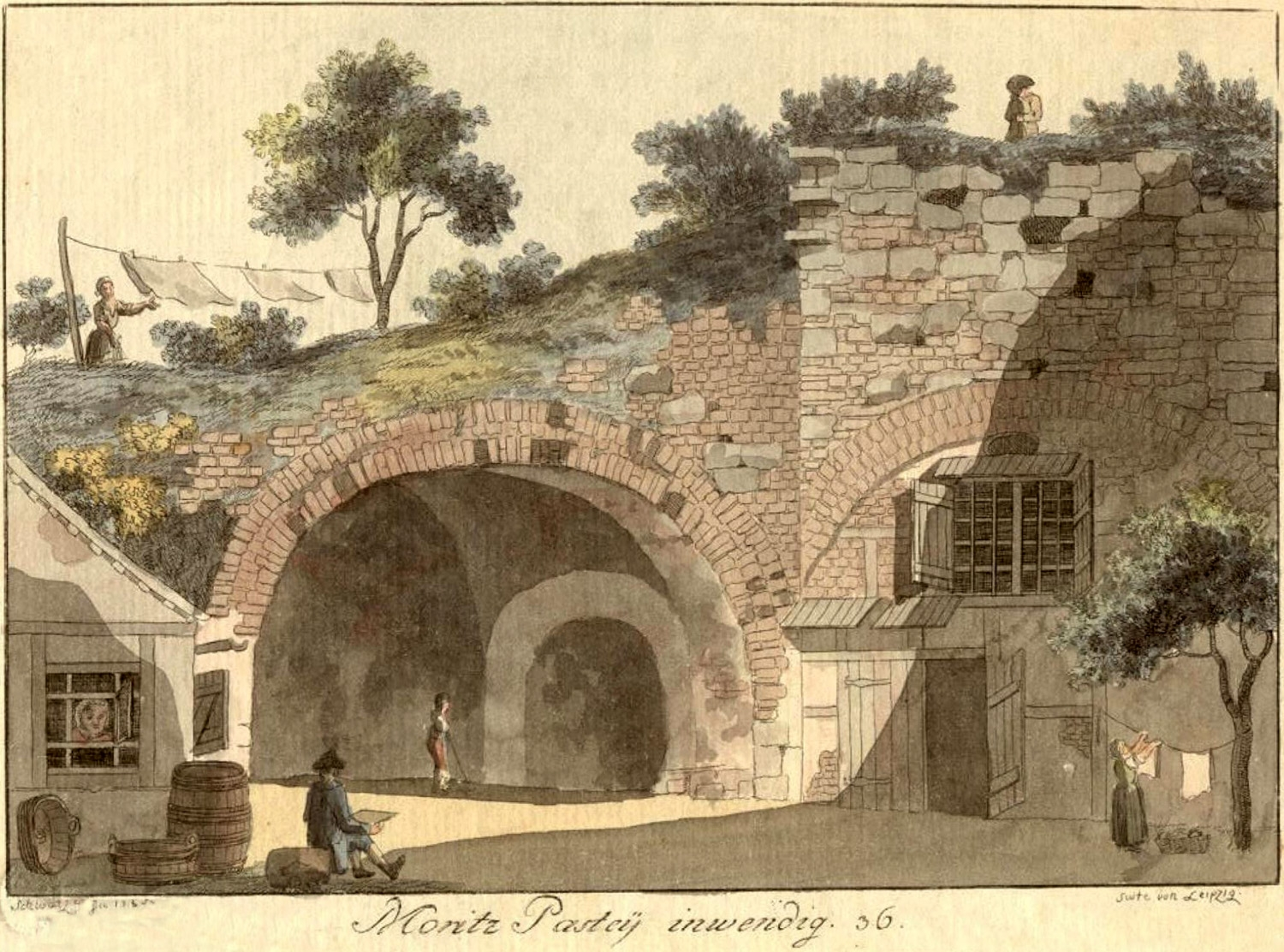
Die Moritzbastei von innen um 1785

Die Bürgerschule auf der Moritzbastei, 1804 (im Bau)

Die Moritzbastei wurde als Bastion unter der Leitung von Hieronymus Lotter in den Jahren 1551–1554 nach Zerstörung des Vorgängerbaus im Schmalkaldischen Krieg errichtet und nach dem Kurfürsten Moritz von Sachsen benannt.
Nachdem sie bereits im Dreißigjährigen Krieg erstmals erstürmt wurde, verlor die Moritzbastei im Siebenjährigen Krieg ihre militärische Funktion. Sie diente fortan als Lager für Handelswaren und als Arbeitsstätte für Glockengießer, Schwefelzieher und Buchdrucker.
1796 bis 1834 wurde auf den Mauern der zerstörten Moritzbastei die Bürgerschule durch die Architekten Johann Carl Friedrich Dauthe und August Wilhelm Kanne in zwei Bauabschnitten errichtet. Während der Völkerschlacht bei Leipzig (1813) wurden im ersten fertiggestellten Bauabschnitt der Schule verwundete russische Soldaten untergebracht. 1848 wurde vom Leipziger Kunstverein in einem Teil des Gebäudes das erste Kunstmuseum der Stadt eröffnet. 1875 wurde die Bürgerschule in eine „Höhere Schule für Frauenberufe“ umgewandelt. Sie trug den Namen „St. Annen-Schule“.
Im Zweiten Weltkrieg wurde die Schule durch einen Bombenangriff zerstört.
Schutt und Reste des zerstörten Baus wurden in die Gewölbe der Bastei gefüllt. An der Stelle der ehemaligen Moritzbastei entstand ein mit Sträuchern und jungen Bäumen überwachsener Hügel.

## Moritzbastei als Studentenclub
1973/1974 entdeckten Studenten auf der Suche nach geeigneten Räumen für einen Studentenclub die Reste der Moritzbastei. Sie überzeugten die Universität und die Stadt vom Wiederaufbau.
Im Jahr 1974 wurde die Moritzbastei an die Studenten der Karl-Marx-Universität Leipzig übergeben. In 150.000 unbezahlten Arbeitsstunden wurden rund 40.000 Kubikmeter Schutt entfernt. 30.000 Studenten arbeiteten während der Bauphase an der Moritzbastei, darunter auch die spätere Bundeskanzlerin Angela Merkel.
Am 1. Dezember 1979 wurde der „Erste Bauabschnitt“, der heutige Oberkeller, in Betrieb genommen. Am 5. Februar 1982 erfolgte die Übergabe des gesamten Gebäudes als „Europas größter Studentenclub“ an die Karl-Marx-Universität Leipzig. Zur Wendezeit war die Moritzbastei ein von der FDJ betriebenes Objekt und wurde ein Raum für Begegnungen. Studenten organisierten Foren, Runde Tische und kulturelle Veranstaltungen. 1988/89 wurden Teile des DEFA-Kultfilms Zwei schräge Vögel in der Moritzbastei gedreht.
Im Zuge der Hochschulreform in Sachsen 1992 wurde die Moritzbastei aus der Universität Leipzig ausgegliedert und gehört seitdem nicht mehr zu den Leipziger Clubs, die von Studenten betrieben oder vom Studentenwerk unterhalten werden.

## Die Moritzbastei seit 1993

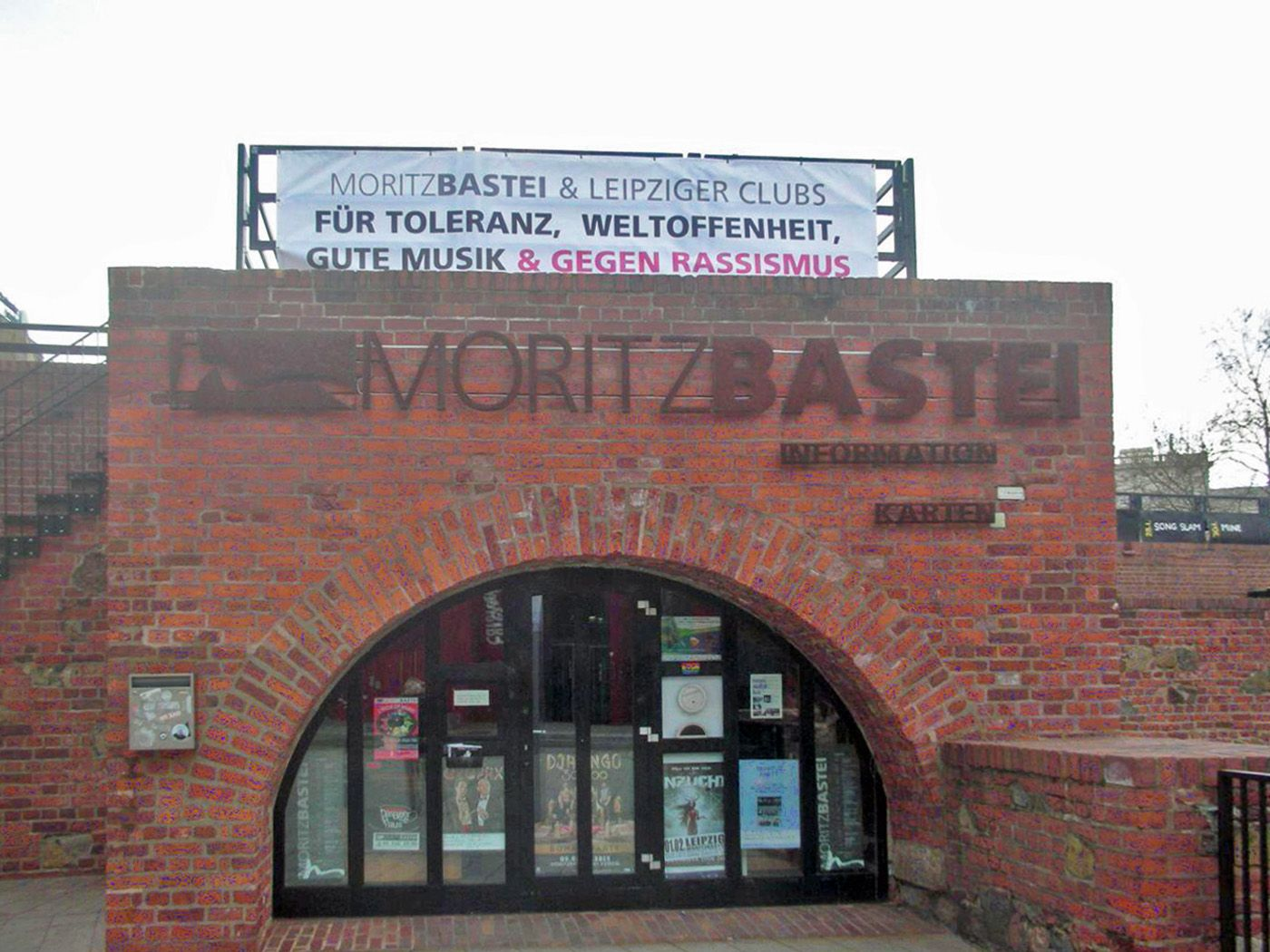
Moritzbastei 2015

Seit 1993 bewirtschaftet die Moritzbastei Betriebs GmbH die Moritzbastei als eines der großen Kulturzentren von Sachsen im Auftrag der Stiftung Moritzbastei. Stiftungsauftrag ist es, studentische und akademische Kultur in Leipzig zu pflegen und zu erhalten. Vorstandsvorsitzender der Stiftung Moritzbastei ist als geborenes Mitglied der jeweilige Rektor der Universität Leipzig, aktuell Eva Inés Obergfell. Im Kuratorium der Stiftung haben die Stadt Leipzig als Eigentümerin des Gebäudes, der Freistaat Sachsen sowie Vertreter der Universität Leipzig und der Studentenschaft Kontrollaufgaben.
Die Moritzbastei Betriebs GmbH arbeitet ohne öffentliche Subventionen. Einzelne Kulturprojekte werden durch das Kulturamt der Stadt Leipzig gefördert.
Im Jahr 2022 feierte die Moritzbastei 40-jähriges Bestehen seit ihrer Eröffnung als „Studentenclub der Karl-Marx-Universität Leipzig“ am 5. Februar 1982. Vier Tage lang feierte das Kulturzentrum seinen Geburtstag mit Auftritten, Konzerten und Partys.
Der aktuelle Vertrag mit der Stadt Leipzig besteht seit 1994 und legt unter anderem einen Erbbauzins in Höhe von 51 Cent fest. Dieser eher symbolische Wert erleichtert es der Moritzbastei Stiftung, weiterhin ihrem Stiftungsauftrag nachzugehen: die Leipziger Moritzbastei als Ort kultureller, akademischer und internationaler Begegnung zu bewahren. Am 16. Januar 2025 beschloss der Leipziger Stadtrat unter Beibehaltung der bisherigen Konditionen die Verlängerung des Erbbaurechts der Moritzbastei für weitere 30 Jahre, konkret bis zum 31. Dezember 2057.
In den letzten Jahren gastierten in der Moritzbastei Künstler und Künstlerinnen aus aller Welt, aber auch mit regionalen Projekten arbeitete die Moritzbastei zusammen. Der Anteil an studentischem Publikum ist hoch, über 100 Studenten und Studentinnen jobben in der „MB“.
Außerdem ist die Moritzbastei Mitglied von Trans Europe Halles, eines der ältesten und dynamischsten Kulturnetzwerke Europas. Seit vielen Jahren findet zudem das Festival „Leipzig zeigt Courage!“ auf dem Dach der Moritzbastei statt, welches nun seit fast 28 Jahren ein Zeichen gegen Rechtsextremismus setzt.